# NGC 290
NGC 290 es un cúmulo abierto de estrellas, se encuentra en la constelación de Tucana.
NGC 290 fue descubierto el 5 de septiembre de 1826 por el astrónomo escocés James Dunlop, tiene una masa de 5800 soles y es de época J2000.
Se encuentra a unos 200.000 años luz de distancia del Sol, en la Pequeña Nube de Magallanes, tiene una magnitud visual de 11.71, una asensión recta de 00h 52m 02s y  una declinación de -73° 09' 42".
Se estima que NGC 290 tiene entre 30 y 63 millones de años y tiene alrededor de 66 años luz de diámetro o 33 años luz de radio.